# Betuweroute

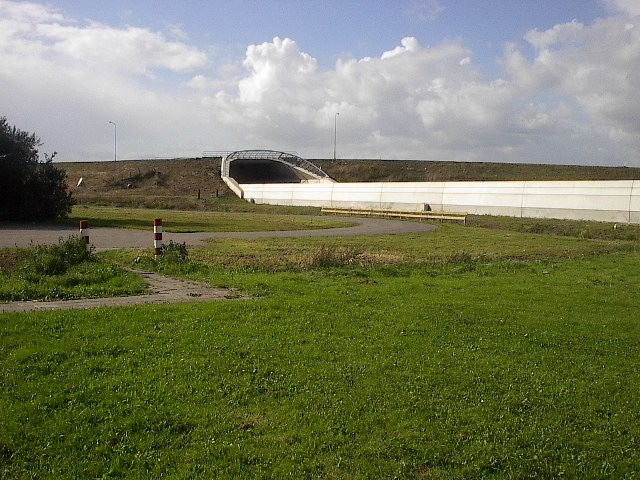
Betuweroute prop de la carretera nacional A15

La Betuweroute (sovint anomenada erròniament Betuwelijn) és una línia ferroviària neerlandesa de mercaderies de 158,5 km que connecta el port de Rotterdam a la frontera alemanya prop de Zevenaar (Gelderland). Es va inaugurar el 16 de juny 2007.
Des de l'inici, el projecte va patir moltes crítiques ecològiques i econòmiques. A més, el seu cost va àmpliament ultrapassar el pressupost original (4700 milions d'euros contra 2500). Els transportistes mostraren oposició al projecte perquè les tarifes no semblaven gaire competitives amb les del transport fluvial que, a més, es mostrava més fiable.
A més, existia un projecte alternatiu menys onerós: la reobertura del Rin de Ferro, una obligació històrica segons el Tractat de Londres (1839), tot connectant el port d'Anvers amb l'àrea del Rur, a Alemanya. Tot i haver-hi un acord nou, polítics belgues temien que els Països Baixos alentissin la seva execució per a afavorir el projecte neerlandès.
Només unes setmanes després de la inauguració, el trànsit ferroviari va haver d'aturar-se completament per raons de seguretat. Posteriorment però la línia tornà a funcionar, si bé amb un nombre de circulacions molt inferior al previst (tot just 50 la setmana). El desembre del 2008 però ja hi circulaven uns 150 trens setmanalment.